# Perimetrie
Als Perimetrie (von griechisch peri „herum“, und metron „Maß“) bezeichnet man in der Augenheilkunde, der Neurologie und der Optometrie die Vermessung des Gesichtsfeldes (Gesichtsfelduntersuchung). Zur Untersuchung werden Perimeter verwendet.
Ziel der Gesichtsfelduntersuchung ist es, die Grenzen des Gesichtsfelds zu bestimmen, teilweise auch, um die Empfindlichkeit des Sehsystems an den Grenzen des Gesichtsfeldes zu bestimmen. Dabei muss das untersuchte Auge ständig einen zentralen Punkt fixieren (Fixation des Auges), was eine gute Konzentration des Untersuchten erfordert. Zentrale Skotome (blinde Bereiche) können die Fixation des Patienten erschweren. Auch Skotome sind jedoch mit der Methode ausmessbar.
Während der Untersuchung werden nacheinander optische Reize aus verschiedenen Winkeln präsentiert. Die Wahrnehmung dieser Reize wird, abhängig vom Winkel und ihrer Stärke, protokolliert. Aus dem Untersuchungsprotokoll kann anschließend ein schematisiertes Abbild des Gesichtsfelds konstruiert werden. Das zweite Auge muss je nach Gerät mit einer Augenklappe abgedeckt werden.
Eine einfache Untersuchung kann auch ohne Gerät erfolgen (Fingerperimetrie).
Es gibt das sogenannte statische und das kinetische Verfahren. Bei ersteren werden die Reize an festen Orten präsentiert und in ihrer Intensität gesteigert oder gesenkt, bis der Untersuchte eine Wahrnehmung signalisiert bzw. nicht mehr signalisiert (Konturperimetrie). Bei letzteren werden in ihrer Intensität unveränderliche Reize von außerhalb der Gesichtsfeldgrenzen in das vermutete Gesichtsfeld hinein bewegt und der Winkel der ersten Wahrnehmung wird jeweils als Grenze des Gesichtsfelds für die gegebene Reizintensität angesehen (Schwellenperimetrie).
Die Leuchtdichten der visuellen Reize und des Untersuchungshintergrundes liegen im Empfindlichkeitsbereich der Zapfen (photopisches Sehen).

## Geschichte
Ein Gerät zur Gesichtsfeldmessung stellte bereits Claudius Ptolemäus um 150 n. Chr. her. Auch Alhazen konstruierte im 11. Jahrhundert ein solches Gerät. Leonardo da Vinci wusste, dass der maximale horizontale Gesichtswinkel deutlich größer als 90° ist. Das moderne Perimeter erfand der Physiologe Hermann Aubert und berichtete 1857 darüber. Einer der Pioniere der planmäßigen Gesichtsfelduntersuchung war Albrecht von Graefe. Der Augenarzt Richard Förster konnte das Gerät dann verbessern. Dieses Förstersche Perimeter, ein Kreisbogen-Perimeter, wurde beim Ophthamologenkongress 1867 in Paris vorgestellt.

## Untersuchungsmethoden

### Kinetische Perimetrie
Die kinetische Perimetrie basiert auf einer Bewegung der dargebotenen Prüfmarken, die demnach bei der Untersuchung ihre Position verändern.

#### Fingerperimetrie
Die Fingerperimetrie (Synonym: Konfrontationsperimetrie oder Konfrontationsgesichtsfeld) ist ein kinetisches Verfahren, das den Vorteil hat, ohne umfangreiche technische Ausstattung qualitative Aussagen über die Außengrenzen des Gesichtsfeldes zu machen. Der Untersucher vergleicht die Außengrenzen seines eigenen Gesichtsfeldes mit denen des Probanden. Untersucher und Proband sitzen sich dafür gegenüber, decken jeweils ein gegenüberliegendes Auge ab und fixieren gegenseitig beispielsweise die Nase des anderen. Der Finger des Untersuchers wird von außen in das Gesichtsfeld hineingeführt, der Proband erklärt, wann er den Finger bemerkt. Die Fingerperimetrie ist nur zur Feststellung grober Gesichtsfeldausfälle geeignet, ist fehleranfällig, und gibt keine Auskunft über die Sensibilitätsverteilung innerhalb des Gesichtsfelds.

#### Konturperimetrie

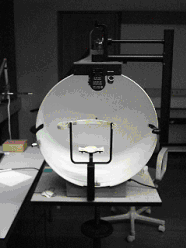
Goldmann-Perimeter aus Sicht des Patienten

Die Konturperimetrie (Synonym: Goldmann-Perimetrie, Isopteren-Perimetrie) ist das klassische Verfahren der Perimetrie, ebenfalls kinetisch. Der Kopf des Patienten befindet sich in einem Projektionsperimeter (ein in den 1940er Jahren von Hans Goldmann entwickeltes Hohlkugelperimeter, das das Bogenperimeter ablöste). Der Testpunkt wird in diese Kugel projiziert und ist an einen Führungsstift mechanisch so gekoppelt, dass die Position des Testpunkts auf ein flaches Blatt Papier übertragen wird. Größe und Helligkeit des Testpunktes können unabhängig voneinander gewählt werden. Das Ergebnis der Konturperimetrie stellt das Gesichtsfeld ähnlich einer Landkarte mit Höhenlinien als Kurven gleicher Empfindlichkeit dar (Isopteren).

### Automatische statische Perimetrie
1974 entwickelte Franz Frankhauser, ein ehemaliger Assistent von Hans Goldmann das erste automatische statische Perimeter für Haag-Streit. Die statische Perimetrie verwendet Prüfmarken, deren Position sich während der Untersuchung nicht verändert.

#### Computerperimetrie
Die Computerperimetrie (Synonym: Schwellenperimetrie) ist ein Verfahren, das an festgelegten Punkten des Gesichtsfeldes die Wahrnehmungsschwelle bestimmt. Der Proband blickt in ein optisches System – meist ebenfalls eine Halbkugel, über das Lichtpunkte unterschiedlicher Position und Helligkeit rechnergesteuert projiziert werden. Der Proband bestätigt jeden erkannten Stimulus mit einem Knopfdruck. Mit Hilfe sogenannter adaptiver Schwellenbestimmungsverfahren kann sowohl die gesamte Ausdehnung des Gesichtsfelds als auch der Zustand ausgewählter Areale unter verschiedenen Fragestellungen untersucht werden. Die Ergebnisse lassen sich direkt für die elektronische Dokumentation weiterverarbeiten.
Vor der Einführung der computergesteuerten Schwellenperimetrie wurde eine statische Perimetrie manuell als Profilperimetrie durchgeführt. Als Untersuchungsgerät wurde z. B. ein Perimeter vom Goldmann-Typ, oder ein Tübinger Perimeter nach Harms und Aulhorn, verwendet (siehe Konturperimetrie). Die angebotenen Lichtreize wurden dabei nicht bewegt, sondern mittels eines Schiebereglers in ihrer Intensität gesteigert. Diese Untersuchung wurde wegen des Aufwands meist nur auf einen oder wenige Meridiane des Gesichtsfelds beschränkt, so dass als Ergebnis ein Profil der Gesichtsfeldkarte entstand.